# Justina Dietrich
Justine Siegemund o Siegemundin (26 de desembre 1636 – 10 de novembre 1705) va ser una llevadora silesiana que va escriure Die Kgl. Preußische und Chur-Brandenburgische Hof-Wehemutter, el manual d'obstetrícia publicat per una dona més llegit d'Alemanya.
L'obra, publicada el 1690, estava basada en notes que havia pres durant parts a què havia assistit. Discuteix diversos temes en forma de diàleg entre Justine (ella mateixa) i Christina, una alumna. El llibre presentava d'una forma sistemàtica i basada en fets totes les possibles complicacions d'un part. Juntament amb François Mauriceau, va descobrir un mètode per a aturar l'hemorràgia de la placenta prèvia, consistent a perforar el sac amniòtic.